# 48:13
48:13 — п'ятий студійний альбом англійського інді-рок-гурту Kasabian, виданий 6 червня 2014 року. Продюсером платівки став лідер гурту, автор пісень, гітарист та другий вокаліст Серджіо Піццорно. Альбом очолив британський чарт у перший тиждень після релізу, що стало четвертим таким досягненням гурту підряд. Платівка отримала відгуки, які коливались між посередні оцінками та позитивними: в основному критики хвалили звучання альбом, але критикували тексти пісень. Лід-сингл «eez-Eh» було представлено 29 квітня 2014 року, наступний сингл «bumblebeee» — 3 серпня 2014 року.
48:13 представляє певне повернення гурту до раннього звучання їхнього дебютного альбому з певним поєднанням космос-рок на неопсиходелічного звучання пізніших робіт.

## Список пісень
| #   | Назва          | Тривалість |
| --- | -------------- | ---------- |
| 1.  | «(Shiva)»      | 1:07       |
| 2.  | «Bumblebeee»   | 4:01       |
| 3.  | «Stevie»       | 4:45       |
| 4.  | «(Mortis)»     | 0:48       |
| 5.  | «Doomsday»     | 3:40       |
| 6.  | «Treat»        | 6:53       |
| 7.  | «Glass»        | 4:48       |
| 8.  | «Explodes»     | 4:18       |
| 9.  | «(Levitation)» | 1:19       |
| 10. | «Clouds»       | 4:45       |
| 11. | «Eez-eh»       | 3:00       |
| 12. | «Bow»          | 4:27       |
| 13. | «S.P.S»        | 4:22       |

| Додаткові композиції японського видання | Додаткові композиції японського видання | Додаткові композиції японського видання |
| #                                       | Назва                                   | Тривалість                              |
| --------------------------------------- | --------------------------------------- | --------------------------------------- |
| 14.                                     | «Beanz»                                 | 4:40                                    |
| 15.                                     | «Gelfling»                              | 3:15                                    |

## Учасники запису
- Том Мейган — вокал;
- Сержіо Піццорно — електрогітара, бек-вокал;
- Іен Метьюс — ударні;
- Кріс Едвардс — бас-гітара;
- Тім Картер — електрогітара.

## Чарти
| Чарт (2014)                                          | Найвища позиція |
| ---------------------------------------------------- | --------------- |
| Австралія Australian Albums (ARIA)                   | 11              |
| Австрія Austrian Albums (Ö3 Austria)                 | 22              |
| Бельгія Belgian Albums (Ultratop Flanders)           | 30              |
| Бельгія Belgian Albums (Ultratop Wallonia)           | 18              |
| Данія Danish Albums (Hitlisten)                      | 40              |
| Франція French Albums (SNEP)                         | 46              |
| Нідерланди Dutch Albums (MegaCharts)                 | 28              |
| Німеччина German Albums (Media Control)              | 26              |
| Ірландія Irish Albums (IRMA)                         | 2               |
| Italian Albums (FIMI)                                | 6               |
| Japanese Albums (Oricon)                             | 21              |
| Нова Зеландія New Zealand Albums (Recorded Music NZ) | 20              |
| Польща Polish Albums (ZPAV)                          | 12              |
| Шотландія Scottish Albums (OCC)                      | 1               |
| Іспанія Spanish Albums (PROMUSICAE)                  | 44              |
| Швейцарія Swiss Albums (Schweizer Hitparade)         | 11              |
| Велика Британія UK Albums (OCC)                      | 1               |
| U.S Independent Albums                               | 37              |

| Чарт (2014)           | Позиція |
| --------------------- | ------- |
| Italian Albums (FIMI) | 95      |
| UK Albums (OCC)       | 27      |